# 印第安奧克斯 (伊利諾伊州)
印第安奧克斯（英語：Indian Oaks）是位於美國伊利諾伊州坎卡基縣的一個非建制地區。該地的面積和人口皆未知。

## 地理
印第安奧克斯的座標為41°11′30″N 87°51′05″W / 41.19167°N 87.85139°W，而該地的平均海拔高度為210米（即689英尺）。